# Cosimo Bottegari
Cosimo Bottegari (Florence, 27 septembre 1554 – Florence, 31 mars 1620) est un luthiste et compositeur italien

## Biographie
Il est à Munich en 1573, à la cour du duc Albert V de Bavière, lorsqu'il est nommé gentilhomme de la chambre (gentiluomo della camera). Il édite une anthologie d'œuvres des compositeurs de la cour de Munich, Il secondo libro de Madrigali a cinque voci de Floridi virtuosi del Serenissimo Ducca di Baviera, lui-même contribuant par deux madrigaux. 
Cosimo Bottegari, favori du duc, entre en rivalité avec Roland de Lassus, Kapellmeister depuis 1563. Une gravure intitulée Cosmus Bottegarius Tenor, le montre portant le collier d'or offert par le duc Albert en 1573.
Bottegari retourne plusieurs fois à Florence, entre 1576 et 1578 (en 1577, il a été créé chevalier de l'Ordre de Saint-Étienne, pape et martyr par François Ier de Médicis grand-duc de Toscane), probablement pour des missions diplomatiques, et en 1579, après la mort du duc Albert, il retourne définitivement à Florence, où il se marie peu après. Avec la succession de Ferdinand de Médicis en 1588, il entre à la cour, non comme un musicien, mais comme homme de moyens indépendants ; il est membre de l'ordre de Saint Stéphane et poursuit diverses entreprises commerciales. 
En 1595, il dédie un « capriccio » musical sur les armes du duc Alphonse II d'Este, à Ferrare. Plus tard, Bottegari a désigné le duc César d'Este, comme son exécuteur testamentaire, lui léguant ses livres et son manuscrit de luth. Celui-ci est décoré d'un frontispice avec les armoiries des ducs de Bavière. Les dates figurant dans le volume suggèrent qu'il était en usage de 1573 et après 1600. Il contient 127 œuvres pour voix et luth, ainsi que quelques danses et fantaisies pour luth seul. Une quarantaine de compositions sont de Bottegari (madrigaux, des motets et des œuvres strophiques diverses, ainsi qu'un certain nombre d'œuvres de dévotion en latin et en italien). D'autres motets de Pietro Vinci, de Wert et Lassus apparaissent, ainsi que des arrangements de Bottegari pour voix et luth de madrigaux de Rore, Lassus, Vincenzo Ruffo, Striggio, Palestrina, Malvezzi, Fabrizio Dentice et Nola ; des villanelles et canzonettes par Vecchi, Primavera, Conversi et Giovanni Ferretti. Le manuscrit est la source principale (souvent en unica) d'œuvres d'Ippolito Tromboncino, chanteur vénitien et luthiste actif vers 1550. Le répertoire le plus récent, comprend deux strophes Fere selvaggie de Caccini (figurant dans Le nuove musiche, 1601–1602).